# Kuttālam
Kuttālam är en ort i Indien.   Den ligger i distriktet Tirunelveli Kattabo och delstaten Tamil Nadu, i den södra delen av landet, 2 200 km söder om huvudstaden New Delhi. Kuttālam ligger 217 meter över havet och antalet invånare är 2 440.
Terrängen runt Kuttālam är varierad. Runt Kuttālam är det tätbefolkat, med 493 invånare per kvadratkilometer. Närmaste större samhälle är Thenkasi, 6,0 km nordost om Kuttālam. Omgivningarna runt Kuttālam är en mosaik av jordbruksmark och naturlig växtlighet.